# Poortersloge

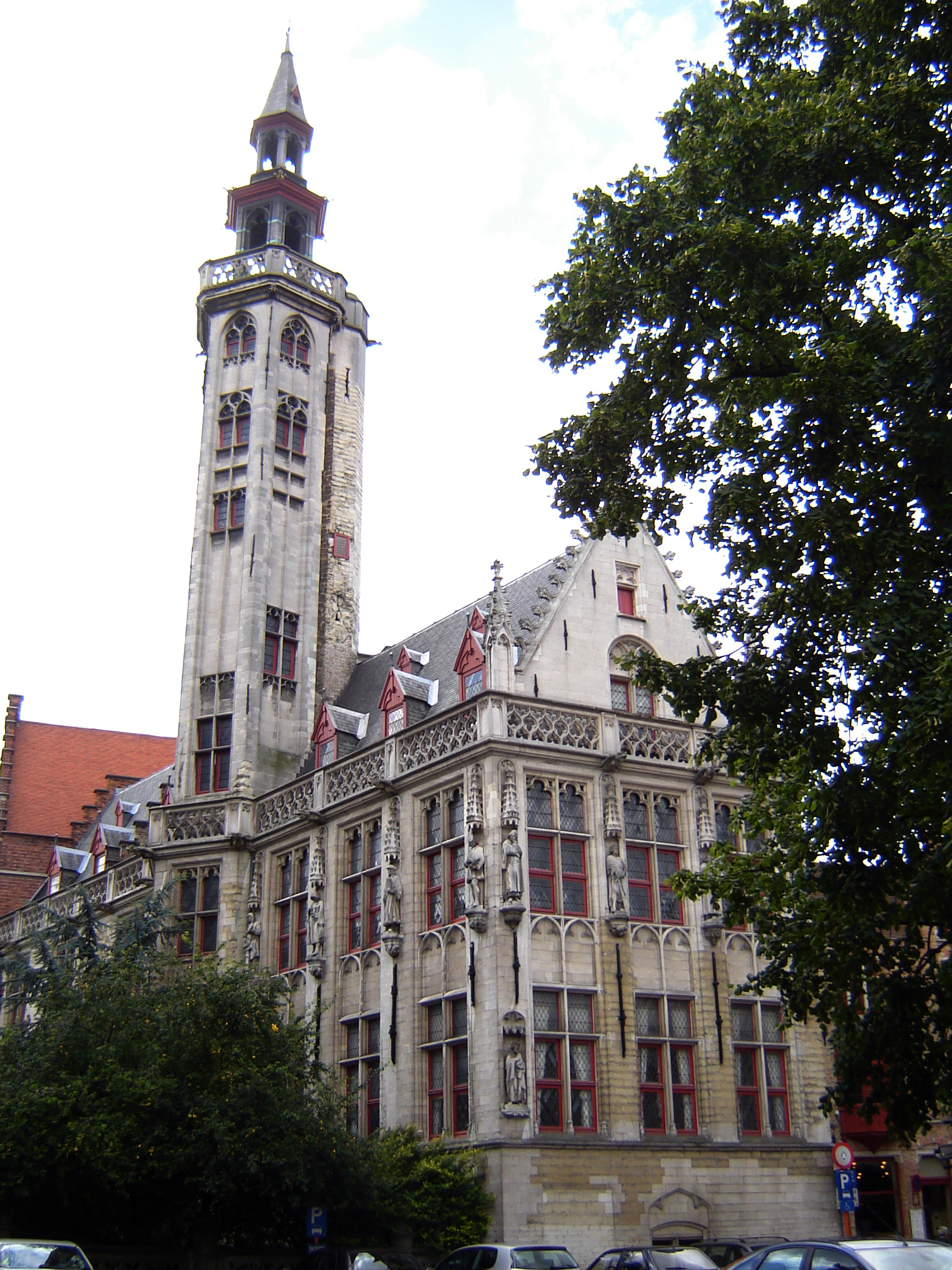
Poortersloge, kant Biskajersplein

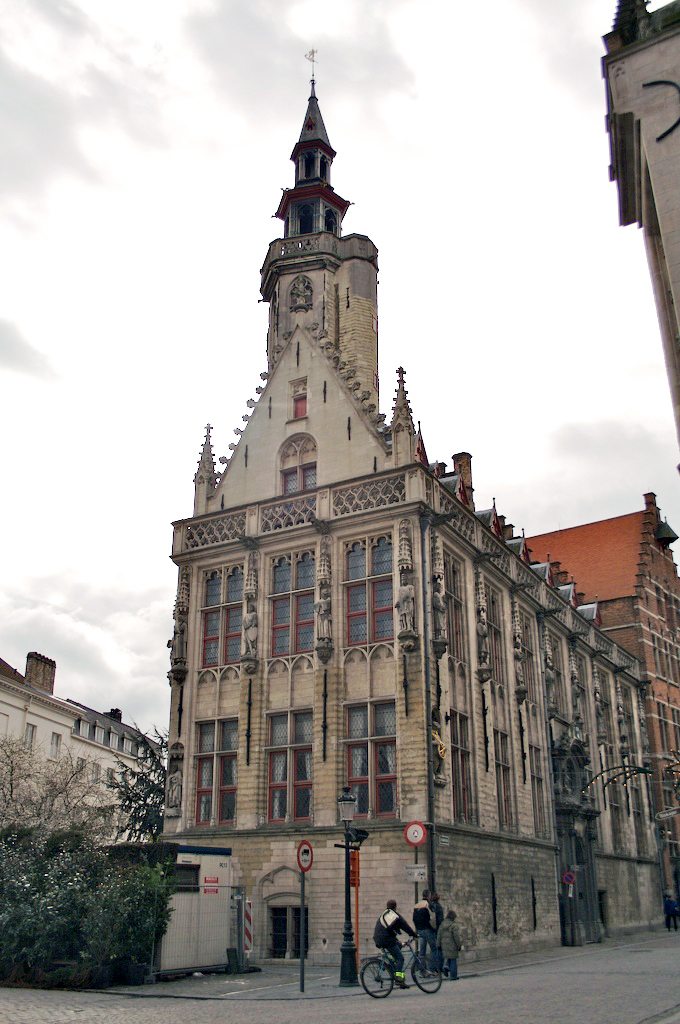
Poortersloge, kant Academiestraat

De Poortersloge in de Belgische stad Brugge is gelegen aan het Jan van Eyckplein, schuin tegenover het Tolhuis. Het bevindt zich in het deel van Brugge dat zich in de late middeleeuwen richtte op de internationale handel.

## Geschiedenis
De oorspronkelijke Poortersloge werd gebouwd tussen ca. 1395 en 1417 en was bestemd om de ontmoetingsplaats te zijn van de Brugse commerciële elite. Vanuit het gebouw had deze elite zicht op het kanaal langs waar de zeeschepen Brugge binnenvoeren en kon over het succes of de mislukking van de invoerders gespeculeerd worden.
De ontspanningsvereniging par excellence, Het Genootschap van de Witte Beer, vestigde er zich en werd eigenaar, misschien zelfs bouwheer. Deze Brugse ridderlijke steekspelvereniging in of rond 1380 opgericht, een hele tijd na de legendarische heldendaad van Boudewijn I, kreeg kort na de constructie van het gebouw, van de stad de toestemming om het beeld van haar mascotte, een schilddragende beer, in een nis in de gevel te plaatsen. Vandaag staat het er nog en spreekt men nog steeds van het 'Beertje van de Loge'. Dit beertje vindt men op verscheidene andere plaatsen, ook op het wapenschild van Brugge.
Toen de Witte Beer tegen het einde van de vijftiende eeuw wegkwijnde, werd de stad eigenaar van de Poortersloge, waar ze trouwens al decennia zeer nauw bij betrokken was en een aantal kosten op zich nam.
In de zestiende eeuw werd de benedenverdieping gebruikt als oefenlokaal door de schermersgilde van Sint-Michiel. Vanaf dezelfde periode hield de rederijkerskamer van de Heilige Geest er haar bijeenkomsten. Ook de Kamer van Koophandel of Gilde van de Makelaars hield er zijn bijeenkomsten tijdens de zeventiende eeuw.
Van 1720 tot 1890 was de in 1717 gestichte Vrije Kunstacademie er gevestigd. Er werd een begin van stedelijke kunstcollectie aangelegd en aldaar bewaard. Na het vertrek van de intussen hernoemde Stedelijke Kunstacademie, installeerde in 1912 het Rijksarchief zich in de Poortersloge.
Het gebouw kende een brand in 1755 en werd toen spoedig, mits enkele wijzigingen, heropgebouwd. De torenbekroning en de ingang moesten worden vernieuwd. Op de gevel wordt met een Latijnse spreuk verwezen naar de brand en de heropbouw van 1755.  
Tussen 1805 en 1825 werd, in het verlengde van het bestaande gebouw en gedeeltelijk boven de overwelfde Kraanrei, een nieuwbouw opgetrokken in net dezelfde stijl, naar een ontwerp van stadsarchitect Van Gierdeghom. Stadsarchitect Louis Delacenserie liet deze vleugel in 1897 echter afbreken en bracht alles terug tot een laatgotische vormgeving. Ondertussen was in 1854-55 het buurhuis 'Den Slyncker Keysere' in de Academiestraat aangekocht, afgebroken en vervangen door twee bijkomende traveeën, identiek gebouwd als de Poortersloge zelf. 
Er werd een nieuwe stenen toren gebouwd. De traptoren is nog voor een deel authentiek. De doorlopende borstwering met waterspuwers is een verwijzing naar de Brabantse gotiek. 
Eind negentiende eeuw werd, in het kader van een ruiloperatie, het Rijk eigenaar van de Poortersloge en huisvestte er de Brugse afdeling van het Rijksarchief in. Twee aanpalende huizen in de Academiestraat werden aangekocht om uitbreiding te realiseren.
Op 9 juli 1974 werd de Poortersloge, in het kader van een inhaalbeweging, samen met 75 andere gebouwen in Brugge als monument beschermd.
In 2012 vertrok het Rijksarchief naar nieuwe gebouwen aan de Predikherenrei. De stad Brugge werd in 2014 opnieuw eigenaar van de Poortersloge. Eind 2016 kreeg het gebouw een functie als tentoonstellingsruimte voor hedendaagse kunst.

## Literatuur

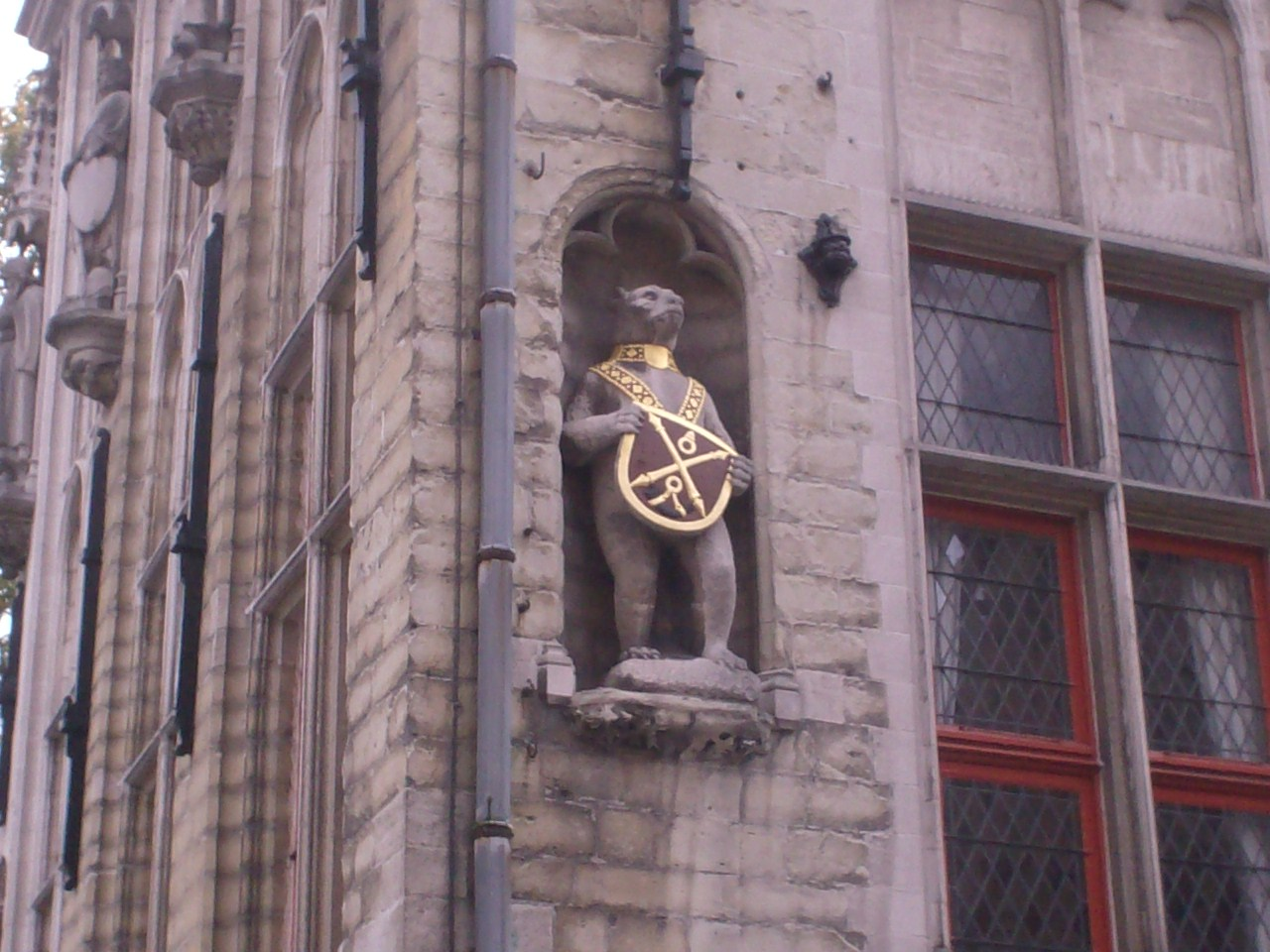
Het Beertje van de loge
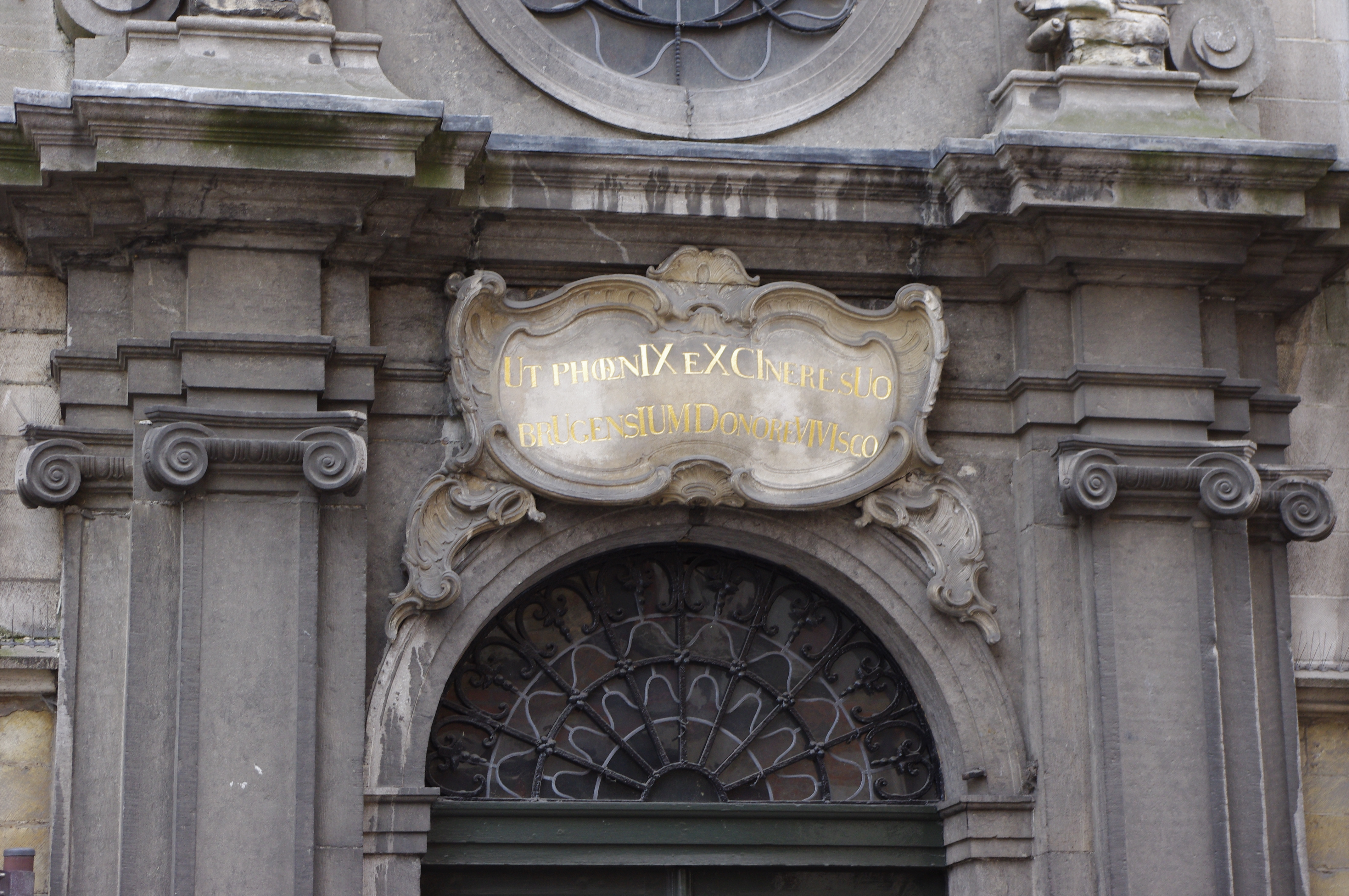
Detail ingangspoort